# Al-Hilal SFC
Al-Hilal Saudi Football Club (arabisk: نادي الهلال السعودي) er en saudiarabisk fodboldklub fra hovedstaden Riyadh. Klubben spiller på nuværende tidspunkt i Saudi Pro League, den bedste række i Saudi-Arabien. 
Klubben er den mest succesfulde i Saudi-Arabien, og har vundet 18 mesterskaber, flere end nogen anden klub i landet.